# Chaussée de Charleroi
La chaussée de Charleroi (en néerlandais : Charleroisesteenweg) est une avenue bruxelloise de la commune de Saint-Gilles.

## Situation
La chaussée de Charleroi va de la place Stéphanie (goulot Louise) à Ma Campagne en passant par la rue Berckmans, la rue de la Source, la rue Veydt, la rue Saint-Bernard, la rue Faider, la rue Tasson, la rue de Neufchâtel, la rue de la Victoire, la rue Defacqz, la rue Moris, la rue de l'Aqueduc, la rue Américaine et l'avenue Ducpétiaux.

## Origine du nom
Son nom vient de la ville de Charleroi, ville dans la direction de laquelle mène cette chaussée.

## Bâtiments remarquables et lieux de mémoire
- no 139 : hôtel de maître de style Beaux-Arts, œuvre de l'architecte Oscar Francotte[1].
- no 149 et 151 : deux maisons de style Beaux-Arts, œuvre de l'architecte Oscar Francotte[2],[3],[4]